# Лоранов ред
У математици, Лоранов ред комплексне функције {\displaystyle f(z)} је представљање те функције као степени ред који укључује и чланове са негативним степеном. Може се користити за изражавање комплексних функција у случајевима када се Тејлоров ред не може применити. Лоранов ред је назван по и први пут објављен од стране Пјера Алфонса Лорана 1843. године. Карл Вајерштрас га је претходно описао у раду написаном 1841. године, али који није објављен до 1894. године.

## Дефиниција
Лоранов ред за комплексну функцију {\displaystyle f(z)} око произвољне тачке {\displaystyle c} дат је са
{\displaystyle f(z)=\sum _{n=-\infty }^{\infty }a_{n}(z-c)^{n},}
где су коефицијенти {\displaystyle a_{n}} дефинисани контурним интегралом који генерализује Кошијеву интегралну формулу:
{\displaystyle a_{n}={\frac {1}{2\pi i}}\oint _{\gamma }{\frac {f(z)}{(z-c)^{n+1}}}\,dz.}
Путања интеграције {\displaystyle \gamma } је у смеру супротном од казаљке на сату око Жорданове криве која обухвата {\displaystyle c} и лежи у прстену {\displaystyle A} у којем је {\displaystyle f(z)} холоморфна (аналитичка). Развој за {\displaystyle f(z)} ће тада бити важећи било где унутар прстена. Прстен је приказан црвеном бојом на слици десно, заједно са примером одговарајуће путање интеграције означене са {\displaystyle \gamma }. Када је {\displaystyle \gamma } дефинисана као круг {\displaystyle |z-c|=\varrho }, где је {\displaystyle r<\varrho <R}, ово се своди на израчунавање комплексних Фуријеових коефицијената рестрикције {\displaystyle f} на {\displaystyle \gamma }. Чињеница да се ови интеграли не мењају деформацијом контуре {\displaystyle \gamma } је непосредна последица Гринове теореме.
Такође се може добити Лоранов ред за комплексну функцију {\displaystyle f(z)} у {\displaystyle z=\infty }. Међутим, ово је исто као када {\displaystyle R\rightarrow \infty }.
У пракси, горња интегрална формула можда не нуди најпрактичнији метод за израчунавање коефицијената {\displaystyle a_{n}} за дату функцију {\displaystyle f(z)}; уместо тога, Лоранов ред се често саставља комбиновањем познатих Тејлорових развоја. Пошто је Лоранов развој функције јединствен кад год постоји, сваки израз овог облика који је једнак датој функцији {\displaystyle f(z)} у неком прстену мора заправо бити Лоранов развој функције {\displaystyle f(z)}.

## Конвергенција
Лоранови редови са комплексним коефицијентима су важан алат у комплексној анализи, посебно за истраживање понашања функција у близини сингуларитета.
Размотримо на пример функцију {\displaystyle f(x)=e^{-1/x^{2}}} са {\displaystyle f(0)=0}. Као реална функција, она је бесконачно диференцијабилна свуда; као комплексна функција, међутим, није диференцијабилна у {\displaystyle x=0}. Лоранов ред функције {\displaystyle f(x)} се добија путем представљања у облику степеног реда,
{\displaystyle e^{-1/x^{2}}=\sum _{n=0}^{\infty }(-1)^{n}\,{x^{-2n} \over n!},}
који конвергира ка {\displaystyle f(x)} за све {\displaystyle x\in \mathbb {C} } осим у сингуларитету {\displaystyle x=0}. График са десне стране приказује {\displaystyle f(x)} црном бојом и њене Лоранове апроксимације
{\displaystyle \sum _{n=0}^{N}(-1)^{n}\,{x^{-2n} \over n!},\quad \forall N\in \mathbb {N} ^{+}.}
Како {\displaystyle N\to \infty }, апроксимација постаје тачна за све (комплексне) бројеве {\displaystyle x} осим у сингуларитету {\displaystyle x=0}.
Уопштено, Лоранови редови се могу користити за изражавање холоморфних функција дефинисаних на прстену, слично као што се степени редови користе за изражавање холоморфних функција дефинисаних на диску.
Претпоставимо
{\displaystyle \sum _{n=-\infty }^{\infty }a_{n}(z-c)^{n}}
је дат Лоранов ред са комплексним коефицијентима {\displaystyle a_{n}} и комплексним центром {\displaystyle c}. Тада постоје јединствени унутрашњи полупречник {\displaystyle r} и спољашњи полупречник {\displaystyle R} такви да:
- Лоранов ред конвергира на отвореном прстену {\displaystyle A=\{z:r<|z-c|<R\}}. То јест, и степени ред са позитивним и са негативним степенима конвергирају. Даље, ова конвергенција ће бити униформна на компактним скуповима. Коначно, конвергентни ред дефинише холоморфну функцију {\displaystyle f(z)} на {\displaystyle A}.
- Изван прстена, Лоранов ред дивергира. То јест, у свакој тачки у спољашњости {\displaystyle A}, или степени ред са позитивним или са негативним степенима дивергира.
- На граници прстена, не може се дати општа изјава, осим да постоји барем једна тачка на унутрашњој граници и једна тачка на спољашњој граници такве да се {\displaystyle f(z)} не може холоморфно проширити на те тачке; што доводи до Риман-Хилбертовог проблема.[5]

Могуће је да {\displaystyle r} буде нула или {\displaystyle R} буде бесконачно; у другом екстрему, није нужно тачно да је {\displaystyle r} мање од {\displaystyle R}. Ови полупречници се могу израчунати узимањем лимес супериора коефицијената {\displaystyle a_{n}} тако да:
{\displaystyle {\begin{aligned}r&=\limsup _{n\to \infty }|a_{-n}|^{\frac {1}{n}},\\{\frac {1}{R}}&=\limsup _{n\to \infty }|a_{n}|^{\frac {1}{n}}.\end{aligned}}}
Када је {\displaystyle r=0}, коефицијент {\displaystyle a_{-1}} Лорановог развоја се назива резидуум функције {\displaystyle f(z)} у сингуларитету {\displaystyle c}. На пример, функција
{\displaystyle f(z)={e^{z} \over z}+e^{{1}/{z}},}
је холоморфна свуда осим у {\displaystyle z=0}. Лоранов развој око {\displaystyle c=0} се тада може добити из представљања у облику степеног реда:
{\displaystyle f(z)=\cdots +\left({1 \over 3!}\right)z^{-3}+\left({1 \over 2!}\right)z^{-2}+2z^{-1}+2+\left({1 \over 2!}\right)z+\left({1 \over 3!}\right)z^{2}+\left({1 \over 4!}\right)z^{3}+\cdots ,}
стога, резидуум је дат са {\displaystyle a_{-1}=2}.
Супротно, за холоморфну функцију {\displaystyle f(z)} дефинисану на прстену {\displaystyle A=\{z:r<|z-c|<R\}}, увек постоји јединствен Лоранов ред са центром {\displaystyle c} који конвергира (барем на {\displaystyle A}) ка {\displaystyle f(z)}.
На пример, размотримо следећу рационалну функцију, заједно са њеним развојем у парцијалне разломке:
{\displaystyle f(z)={\frac {1}{(z-1)(z-2i)}}={\frac {1+2i}{5}}\left({\frac {1}{z-1}}-{\frac {1}{z-2i}}\right).}
Ова функција има сингуларитете у {\displaystyle z=1} и {\displaystyle z=2i}, где је именилац нула и израз стога није дефинисан. Тејлоров ред око {\displaystyle z=0} (који даје степени ред) ће конвергирати само у диску полупречника 1, пошто "удара" у сингуларитет у {\displaystyle z=1}.
Међутим, постоје три могућа Лоранова развоја око 0, у зависности од полупречника {\displaystyle z}:
- Један ред је дефинисан на унутрашњем диску где је |z| < 1; он је исти као Тејлоров ред, {\displaystyle f(z)={\frac {1+2i}{5}}\sum _{n=0}^{\infty }\left({\frac {1}{(2i)^{n+1}}}-1\right)z^{n}.}  Ово следи из облика функције са парцијалним разломцима, заједно са формулом за суму геометријског реда, {\displaystyle {\frac {1}{z-a}}=-{\frac {1}{a}}\sum _{n=0}^{\infty }\left({\tfrac {z}{a}}\right)^{n}} за {\displaystyle |z|<|a|}.
- Други ред је дефинисан на средњем прстену где је {\displaystyle 1<|z|<2} ухваћено између два сингуларитета: {\displaystyle f(z)={\frac {1+2i}{5}}\left(\sum _{n=1}^{\infty }z^{-n}+\sum _{n=0}^{\infty }{\frac {1}{(2i)^{n+1}}}z^{n}\right).} Овде користимо алтернативни облик суме геометријског реда, {\displaystyle {\frac {1}{z-a}}={\frac {1}{z}}\sum _{n=0}^{\infty }\left({\frac {a}{z}}\right)^{n}} за {\displaystyle |z|>|a|}.
- Трећи ред је дефинисан на бесконачном спољашњем прстену где је {\displaystyle 2<|z|<\infty }, (што је такође Лоранов развој у {\displaystyle z=\infty }) {\displaystyle f(z)={\frac {1+2i}{5}}\sum _{n=1}^{\infty }\left(1-(2i)^{n-1}\right)z^{-n}.} Овај ред се може извести коришћењем геометријског реда као и раније, или вршењем полиномског дељења 1 са {\displaystyle (x-1)(x-2i)}, не заустављајући се са остатком већ настављајући са {\displaystyle x^{-n}} члановима; заиста, "спољашњи" Лоранов ред рационалне функције је аналоган децималном облику разломка. (The "inner" Taylor series expansion can be obtained similarly, just by reversing the терм ордер in the division algorithm.)

## Јединственост
Претпоставимо да функција {\displaystyle f(z)} холоморфна на прстену {\displaystyle r<|z-c|<R} има два Лоранова реда:
{\displaystyle f(z)=\sum _{n=-\infty }^{\infty }a_{n}(z-c)^{n}=\sum _{n=-\infty }^{\infty }b_{n}(z-c)^{n}.}
Помножимо обе стране са {\displaystyle (z-c)^{-k-1}}, где је k произвољан цео број, и интегришемо по путањи γ унутар прстена,
{\displaystyle \oint _{\gamma }\,\sum _{n=-\infty }^{\infty }a_{n}(z-c)^{n-k-1}\,dz=\oint _{\gamma }\,\sum _{n=-\infty }^{\infty }b_{n}(z-c)^{n-k-1}\,dz.}
Ред конвергира униформно на {\displaystyle r+\varepsilon \leq |z-c|\leq R-\varepsilon }, где је ε позитиван број довољно мали да γ буде садржана у суженом затвореном прстену, тако да се интеграција и сумација могу заменити. Заменом идентитета
{\displaystyle \oint _{\gamma }\,(z-c)^{n-k-1}\,dz=2\pi i\delta _{nk}}
у сумацију добијамо
{\displaystyle a_{k}=b_{k}.}
Стога је Лоранов ред јединствен.

## Лоранови полиноми
Лоранов полином је Лоранов ред у којем је само коначно много коефицијената различито од нуле. Лоранови полиноми се разликују од обичних полинома по томе што могу имати чланове са негативним степеном.

## Главни део
Шаблон:Broader
Главни део Лорановог реда је ред чланова са негативним степеном, то јест
{\displaystyle \sum _{k=-\infty }^{-1}a_{k}(z-c)^{k}.}
Ако је главни део функције {\displaystyle f} коначна сума, онда {\displaystyle f} има пол у {\displaystyle c} реда једнаког (негативном) степену највишег члана; с друге стране, ако {\displaystyle f} има есенцијални сингуларитет у {\displaystyle c}, главни део је бесконачна сума (што значи да има бесконачно много ненултих чланова).
Ако је унутрашњи полупречник конвергенције Лорановог реда за {\displaystyle f} једнак 0, онда {\displaystyle f} има есенцијални сингуларитет у {\displaystyle c} ако и само ако је главни део бесконачна сума, а има пол у супротном.
Ако је унутрашњи полупречник конвергенције позитиван, {\displaystyle f} може имати бесконачно много негативних чланова али ипак бити регуларна у {\displaystyle c}, као у примеру изнад, у ком случају је представљена другим Лорановим редом у диску око {\displaystyle c}.
Лоранови редови са само коначно много негативних чланова су добро-дефинисани—они су степени ред подељен са {\displaystyle z^{k}}, и могу се анализирати слично—док Лоранови редови са бесконачно много негативних чланова имају компликовано понашање на унутрашњем кругу конвергенције.

## Множење и сабирање
Лоранови редови се у општем случају не могу множити. Алгебарски, израз за чланове производа може укључивати бесконачне суме које не морају конвергирати (не може се узети конволуција целобројних низова). Геометријски, два Лоранова реда могу имати непреклапајуће прстенове конвергенције.
Два Лоранова реда са само коначно много негативних чланова могу се множити: алгебарски, суме су све коначне; геометријски, они имају полове у {\displaystyle c}, и унутрашњи полупречник конвергенције 0, тако да оба конвергирају на преклапајућем прстену.
Тако, приликом дефинисања формалних Лоранових редова, захтевају се Лоранови редови са само коначно много негативних чланова.
Слично, сума два конвергентна Лоранова реда не мора конвергирати, иако је увек дефинисана формално, али сума два одоздо ограничена Лоранова реда (или било ког Лорановог реда на пробушеном диску) има непразан прстен конвергенције.
Такође, за поље {\displaystyle F}, са сабирањем и множењем дефинисаним изнад, формални Лоранови редови би формирали поље {\displaystyle F((x))} које је такође поље разломака прстена {\displaystyle F[[x]]} формалних степених редова.